# Polyrhaphis turnbowi
Polyrhaphis turnbowi es una especie de escarabajo longicornio del género Polyrhaphis, tribu Polyrhaphidini, subfamilia Lamiinae. Fue descrita científicamente por Hovore & McCarty en 1998.
La especie se mantiene activa durante el mes de junio.

## Descripción
Mide 23,2-27 milímetros de longitud.

## Distribución
Se distribuye por Panamá y Perú.